# 神山站 (日本)
神山站（日语：／ Kamiyama eki */?）是位於新潟縣阿賀野市船居1138番，屬於東日本旅客鐵道（JR東日本）的羽越本線車站。

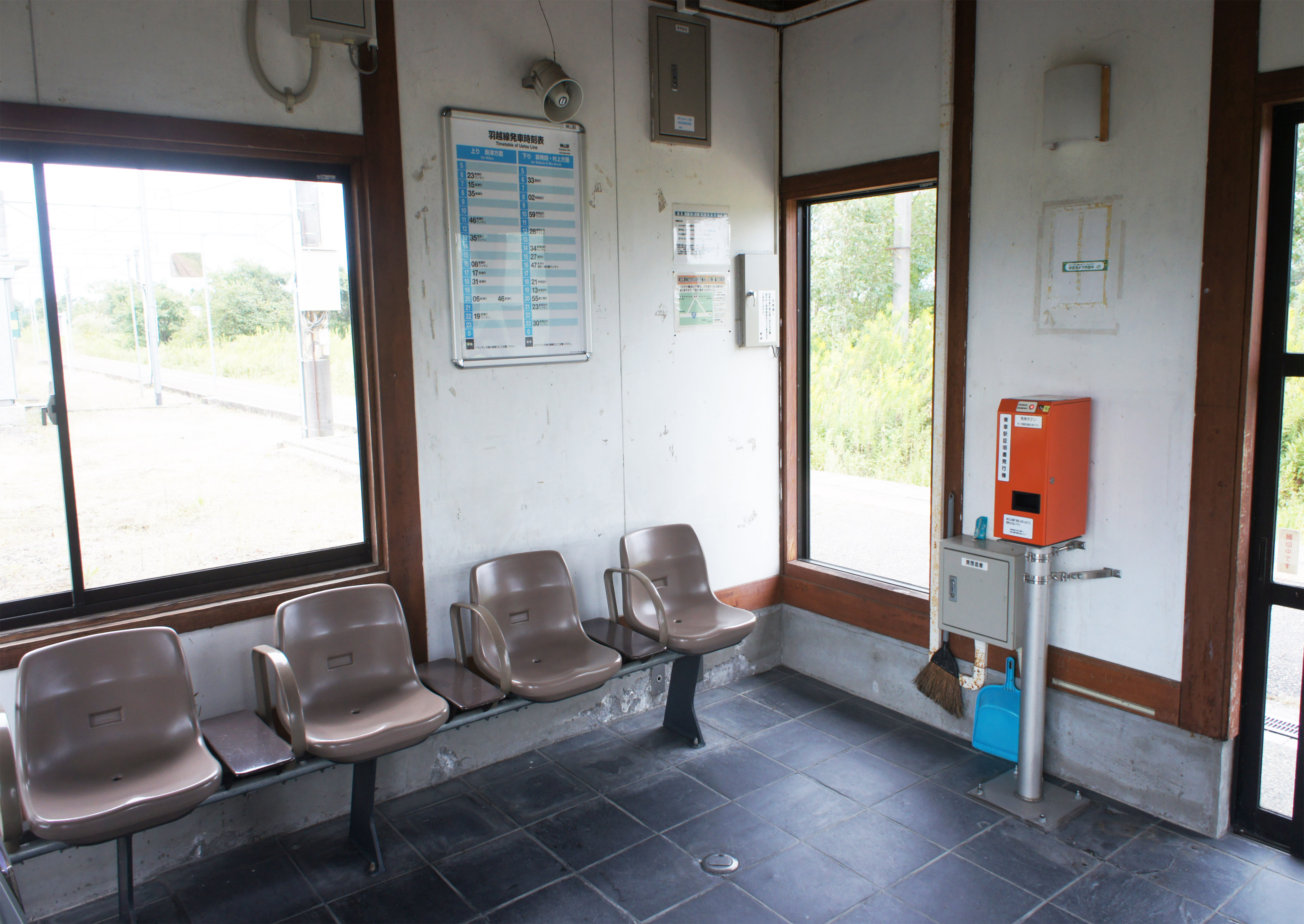
候車室(2021年9月)

## 歷史
- 1944年（昭和19年）9月28日：開設神山信號站。
- 1955年（昭和30年）1月20日：升級為車站，名為神山站。
- 1972年（昭和47年）9月1日：終止行李起卸業務，並成為無人車站。
- 1987年（昭和62年）4月1日：伴隨國鐵分割民營化，車站由東日本旅客鐵道（JR東日本）營運。
- 2008年（平成20年）3月15日：此站可使用IC卡「Suica」[1][2]。

## 車站構造

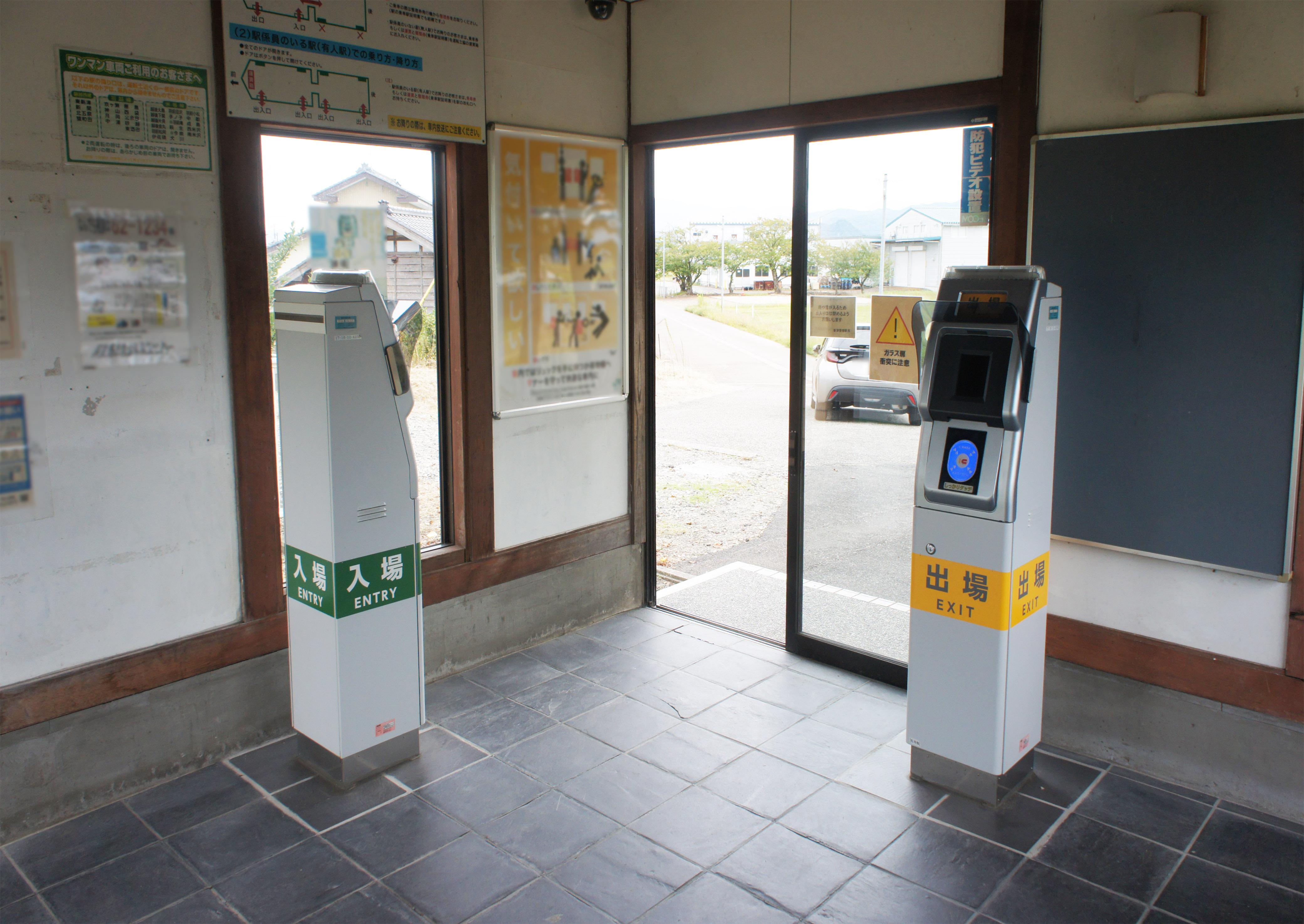
驗票口(2021年9月)

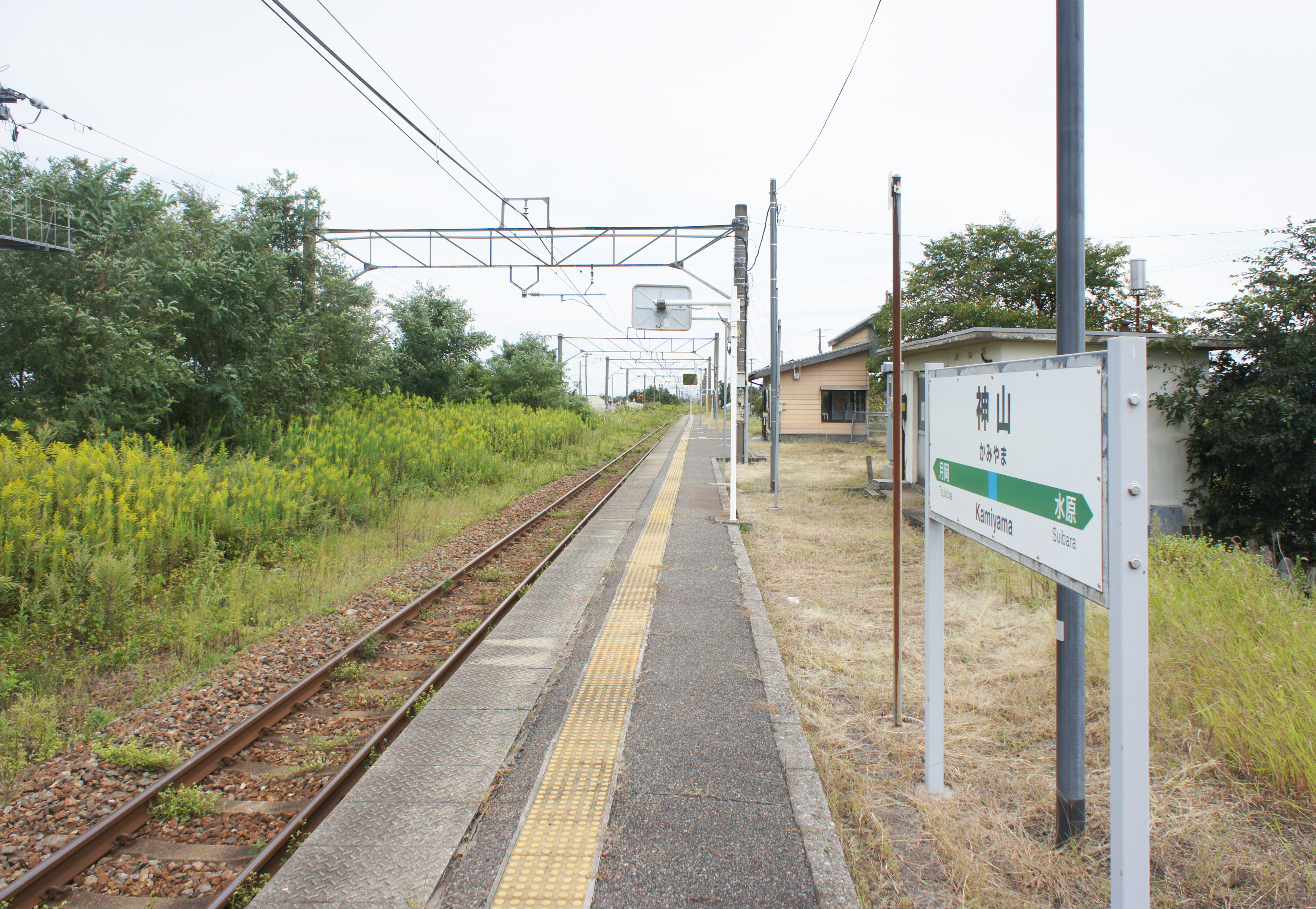
月台(2021年9月)

本站是地面車站，設有1面1線的單式月台。此站曾設有2面2線相對式月台，列車交會設備在1990年代中期撤走。本站是由新津站管理的無人車站，在月台設有兼用為候車室的站房。站內設有簡易Suica閘機（出閘、入閘用各1座）和廁所（抽水式）。

## 車站周邊

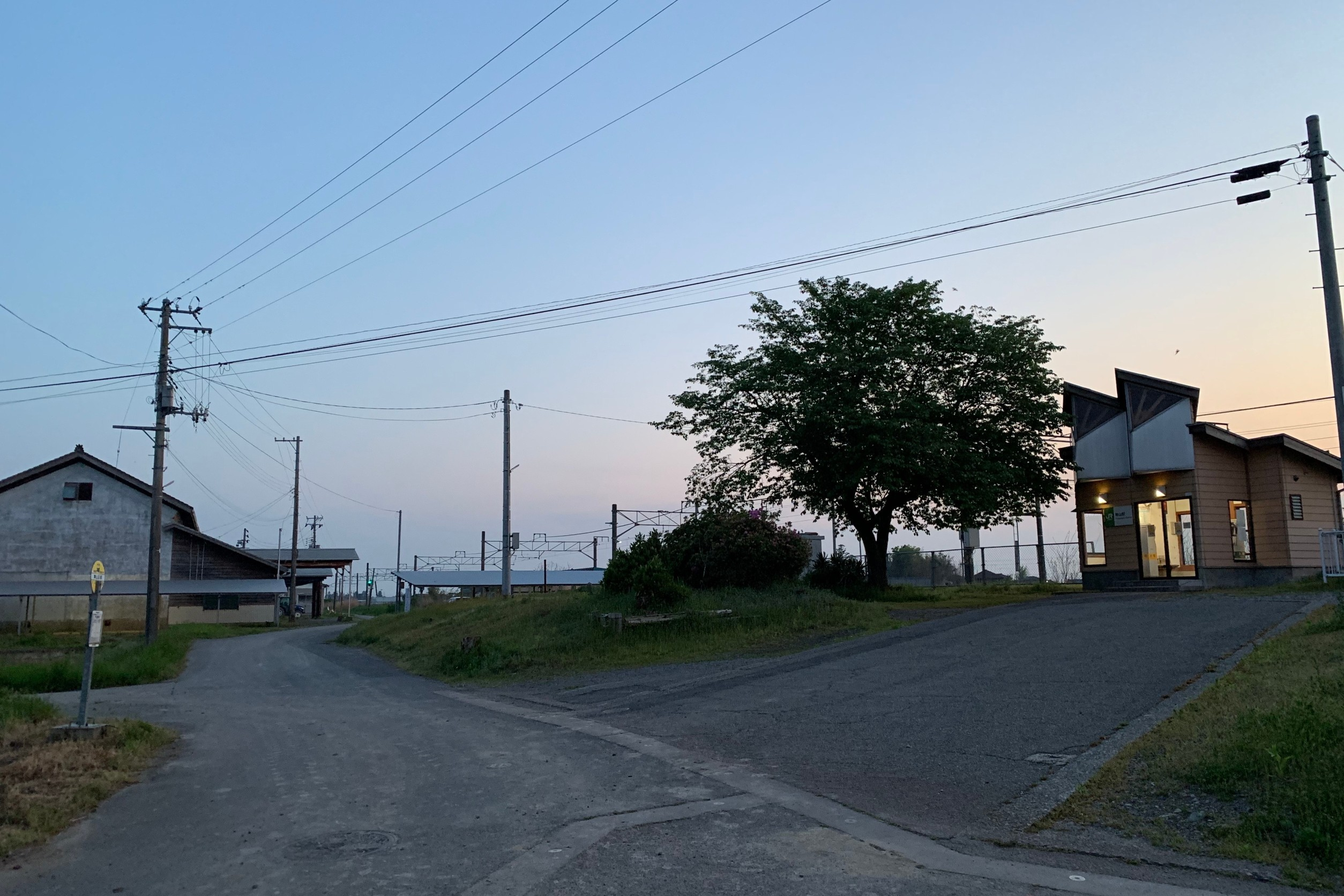
站房與站前風景（2020年5月）
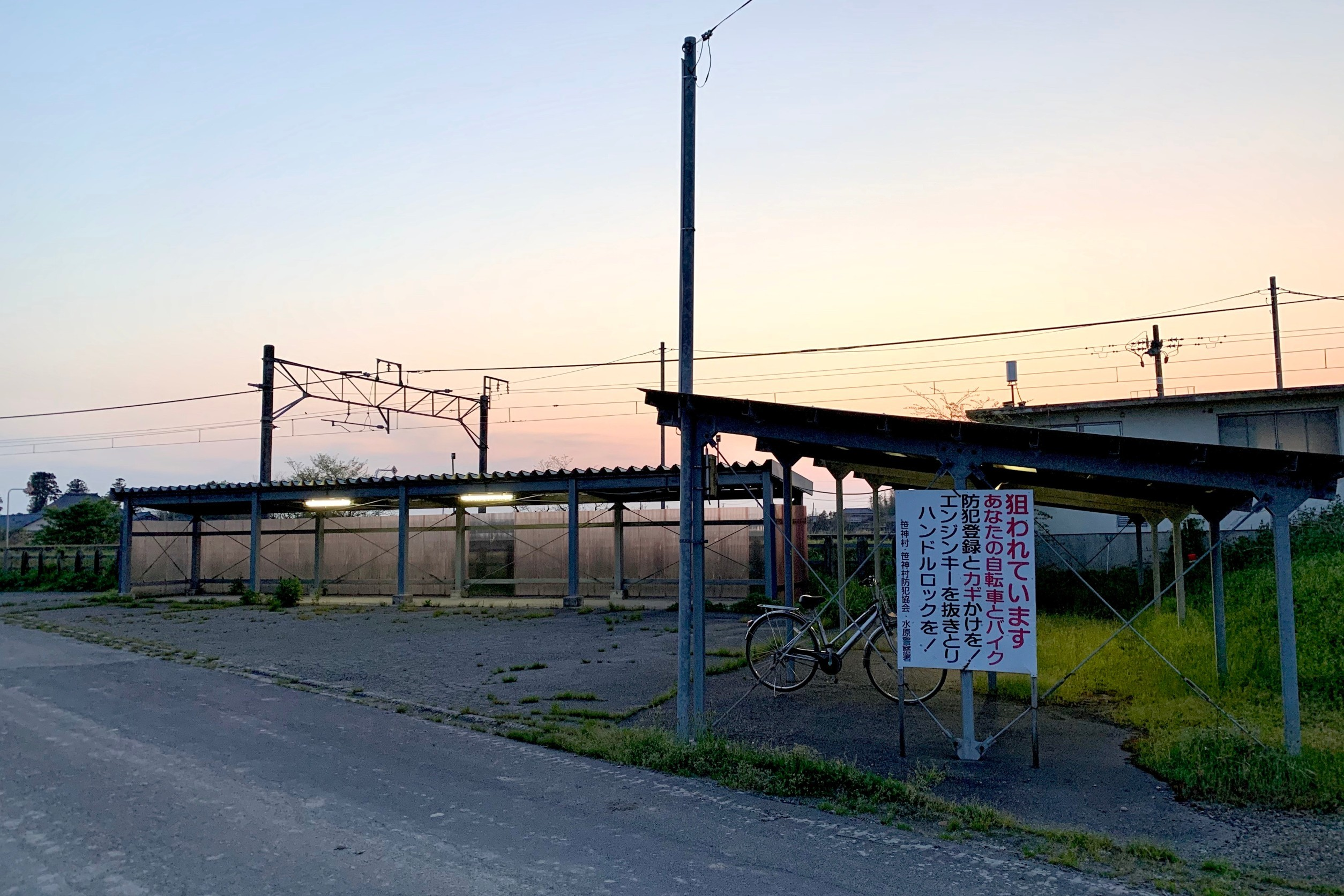
停車場（2020年5月）

車站附近為農戶和住宅區。車站北邊為稻田。
- 國道460號（日语：国道460号）
- 神山簡易郵局

## 巴士路線

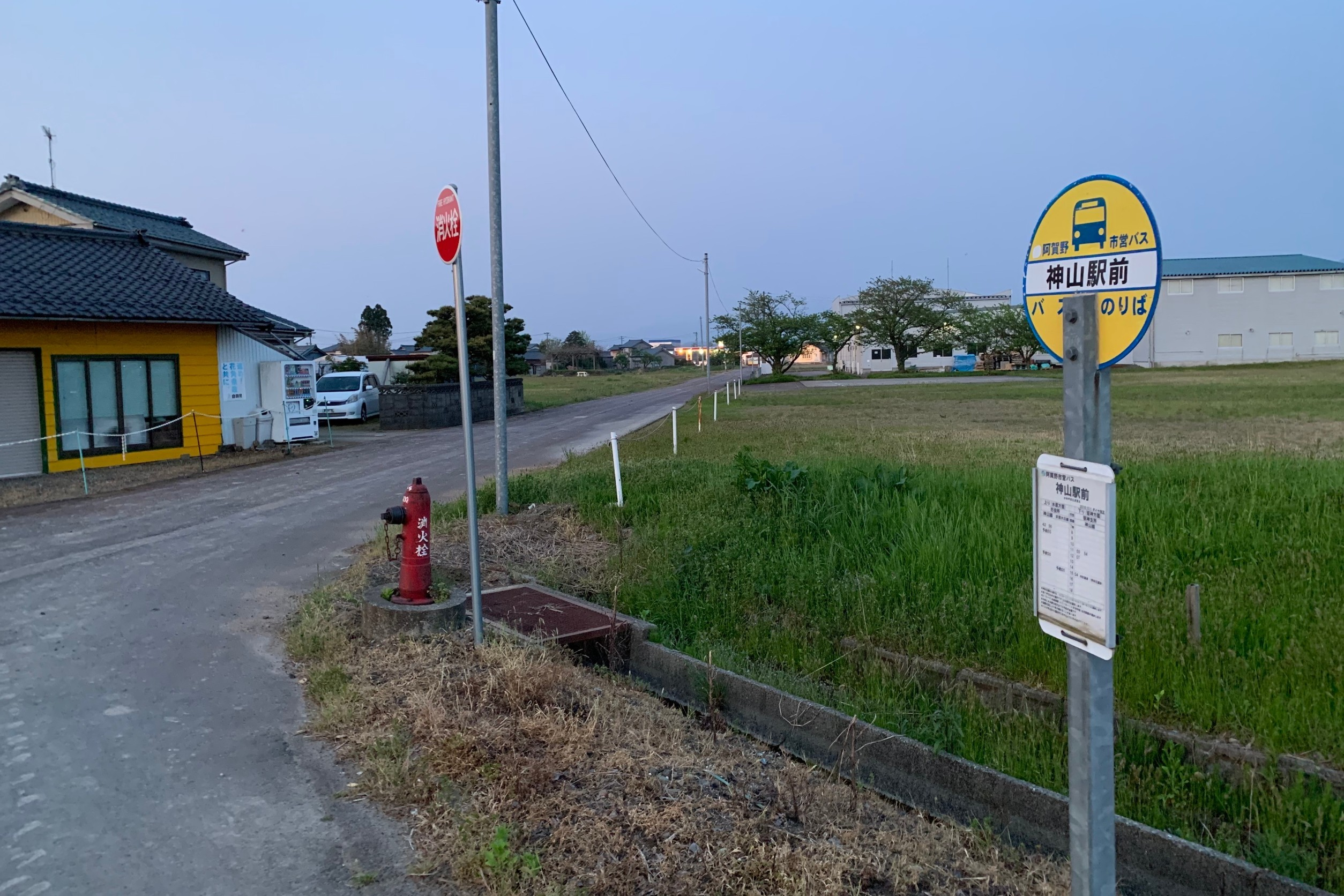
阿賀野市營巴士「神山站前」巴士站（2020年5月）

截至2019年10月，於站前設有社區巴士「阿賀野市營巴士」巴士站，有2條巴士路線停站。
阿賀野市營巴士「神山站前」
- 800 折居大日線 ※部分班次需要預約。只於平日服務。
- 900 神山線 ※部分班次需要預約。只於平日服務。

## 相鄰車站
東日本旅客鐵道
■羽越本線
水原－神山－月岡

## 注腳
1. ↑   (PDF) (新闻稿). 東日本旅客鐵道. 2007-12-21  [2020-05-29]. （原始内容 (PDF)存档于2016-03-04） （日语）.
2. ↑   (PDF) (新闻稿). 東日本旅客鐵道新潟分社. 2008-01-23  [2020-11-08]. 原始内容存档于2010-11-02 （日语）. - WayBack Machine存檔
3. ↑  . 阿賀野市.   [2019-12-31]. （原始内容存档于2020-10-19） （日语）.

## 外部連結
- 車站資訊（神山）：東日本旅客鐵道（日語）